# A Wounded Fawn
A Wounded Fawn (cu sensul de: Un cerb rănit) este un film american de groază din 2022 regizat de Travis Stevens. Rolurile principale au fost interpretate de actorii Sarah Lind, Josh Ruben și Malin Barr. Scenariul este scris de Travis Stevens și Nathan Faudree. Filmul este inspirat de arta suprarealistă și mitologia greacă.
Este al treilea lungmetraj al regizorului, după Jakob’s Wife (2021) și Girl on the Third Floor (2019).
A avut premiera la 10 iunie 2022 la Festivalul de Film de la Tribeca.

## Prezentare
Prezintă povestea lui Meredith Tanning (Sarah Lind), o curatoare a unui muzeu local care este vizată de un criminal în serie fermecător (Josh Ruben). Când o escapadă romantică fatidică între cei doi devine un joc tensionat de-a pisica cu șoarecele, ambii trebuie să se confrunte cu nebunia lui. Filmul este un coșmar halucinant inspirat din mitologia greacă și artele vizuale. 
Proaspăt ieșită dintr-o relație abuzivă, Meredith îl întâlnește pe chipeșul negustor de artă Bruce (Josh Ruben), care o invită să petreacă un weekend romantic la eleganta lui cabana retrasă din pădure. Meredith este de acord, dar în curând își dă seama că Bruce nu este chiar cine spune că este după ce a observat o statuie furată a Eriniilor, cele trei zeițe grecești ale răzbunării, în posesia sa (Megaera, Alecto și Tisiphone). În mod ironic, Bruce este un criminal în serie și a furat statuia de la ultima sa victimă, o colegă dealer de artă pe nume Kate (Malin Barr). După ce a încercat s-o omoare pe Meredith ca o ofranda adusă spectrului unei bufnițe roșii uriașe care îi bântuie subconștientul, Bruce este vânat prin proprietatea sa de către Erinii înșiși, care iau forma femeilor pe care Bruce le-a atacat violent.

## Distribuție
- Sarah Lind	...	Meredith Tanning
- Josh Ruben	...	Bruce Ernst
- Malin Barr	...	Kate Horna
- Katie Kuang	...	Leonora
- Laksmi Priyah Hedemark	...	Julia (as Laksmi Hedemark)
- Tanya Everett	...	Wendy
- Marshall Taylor Thurman	...	The Red Owl
- Neal Mayer	...	The Auctioneer
- Nikki James	...	The Therapist
- Leandro Taub	...	Marcel Champ